# Sítio arqueológico de Corte Cabreira
O Sítio arqueológico de Corte Cabreira é uma zona onde foram descobertos vestígios de várias estruturas antigas, situada no Município de Aljezur, na região do Algarve, em Portugal. É formado por três monumentos: uma necrópole, um tholos e as ruínas de um edifício.

## Descrição e história
Os vestígios arqueológicos estão situados a Norte da vila de Aljezur, sendo acessíveis por estradas de terra batida a partir da Estrada Municipal 1002.
O sítio Corte Cabreira 1 corresponde a uma necrópole da Idade do Bronze, composta por vinte cistas e diversas sepulturas escavadas na rocha. Terá sido construída por volta de 1800 a.C.. Os primeiros trabalhos arqueológicos foram feitos em 1990, durante os quais tentou-se determinar qual era a área da necrópole, e verificar se existiam outros túmulos de cistas além dos dez já identificados. Foram descobertos vestígios de cremações e algumas peças que poderiam ser oferendas, nomeadamente dois vasos de cerâmica que eram colocados junto das cinzas ou do cadáver. As escavações continuaram no ano seguinte, tendo-se igualmente feito algumas obras de conservação e reforço estrutural nas cistas e nas molduras dos túmulos, de forma a permitir a visita do público. Em 2011, a necrópole estava novamente a ser alvo de investigações, promovidas pela Associação de Defesa do Património Histórico e Arqueológico de Aljezur. A maior parte do espólio foi preservada no Museu Municipal de Aljezur.
Na obra Corografia do Algarve, publicada em 1841 por João Baptista da Silva Lopes, afirma-se que existia uma pedreira de ardósia na Herdade de Corte Cabreira, «trabalhada já de tempo imemmorial», que terá sido utilizada como origem para as sepulturas encontradas nos sítios de Ferrarias e Arregata, nas imediações da vila de Aljezur. Também o arqueólogo Estácio da Veiga referiu a presença de sepulturas formadas por lajes, danificadas por um lavrador há vários anos, e que continham tijelas de barro quebradas, com terra queimada no seu interior.
O segundo local está situado a cerca de 50 m de distância da necrópole, e consiste num tholos, um monumento funerário composto por uma câmara de forma sub-circular com cerca de 3 m de diâmetro, formada por lajes de xisto, e pelo corredor de acesso, com cerca de 2,5 m de comprimento por 0,8 m de largura. Foi provavelmente construído durante o período calcolítico. Foi alvo de trabalhos arqueólogicos em 1988 e 1990, que incluíram a escavação e o levantamento gráfico do monumento, e a realização de obras de conservação das estruturas. Apresenta um interesse especial do ponto de vista arqueológico, uma vez que permitiu o estudo das técnicas de construção das coberturas em falsa cúpula, que podiam ser em clarabóia, ou ser totalmente fechadas por uma laje de maiores dimensões, que necessitaria de um pilar central.
O terceiro e último monumento é composto pelas ruínas de um edifício, possivelmente uma residência, que terá sido utilizado durante os períodos romano e medieval, uma vez que foram encontrados fragmentos de telhas romanas (tégulas) e posteriores, provavelmente da Idade Média. Também foi alvo de trabalhos arqueológicos em 1988.

## Leitura recomendada
- Gamito, Teresa júdice (2004). «A Necrópole de Corte Cabreira: contributo das escavações de 1995». Actas do II Encontro de Arqueologia do Sudoeste Peninsular. Col: Promontoria Monográfica. Faro: Universidade do Algarve. p. 25-32